# Lepsze
Lepsze – wieś w Polsce, położona w województwie kujawsko-pomorskim, w powiecie aleksandrowskim, w gminie Zakrzewo.
W latach 1975–1998 miejscowość administracyjnie należała do województwa włocławskiego. 
Wieś sołecka – zobacz jednostki pomocnicze gminy Zakrzewo w BIP.

## Demografia
| 2009   | 2009    | 2009      | 2011   | 2011    | 2011      |
| ------ | ------- | --------- | ------ | ------- | --------- |
| ogółem | kobiety | mężczyźni | ogółem | kobiety | mężczyźni |
| 102    | 52      | 50        | 98     | 54      | 44        |